# Râpa Namălvii
Râpa Namălvii sau Nămâlvii / Nămîlvii este un monument al naturii de tip geologic sau paleontologic în raionul Florești, Republica Moldova. Este amplasat la marginea de sud-est a satului Bursuc. Are o suprafață de 100 ha, sau 35 ha conform unor măsurări mai recente. Obiectul este administrat de Primăria comunei Japca.

## Descriere
Monumentul geologic a fost cercetat și descris pentru prima dată de geologii I. Atanasiu, în 1945, și Ion Suhov, în 1947. Alți cercetători (Negru, Ștefârța ș.a.) au găsit resturi paleobotanice volhiniene, dominate de forme tropicale și subtropicale.
Aflorimentul este amplasat pe malul drept al pârâului Nămîlvii, afluent al fluviului Nistru. Cursul de apă secționează adânc rocile substratului, astfel formându-se o vale cu aspect de chei. Versanții sunt acoperiți de vegetație și doar pe alocuri pot fi observate roci sarmațiene. În partea superioară a aflorimentului sunt calcare basarabiene.
În preajma aflorimentului, depozitele cretacice apar la altitudinea de 28 m, iar la 5 km spre nord, în preajma satului Japca, acestea apar la 93 m, deci la o diferență de înălțime de aprox. 65 m. Acest lucru se explică, cel mai probabil, prin specificul pelaoreliefului din cretacicul superior, inclusiv paleogen.

### Profil geologic
Structura litostratigrafică arată în felul următor, ordinea cronologică fiind organizată de jos în sus:
| Nr. | Denumire, descriere                                                                                          | Grosime (m) |
| --- | --- | ----------- |
| 1   | Nisip argilos, de culoare verde                                                                              | cca 0,60    |
| 2   | Nisipuri cuarțoase, siltice și carbonatice                                                                   | 5,40        |
| 3   | Nisip cuarțos macrogranular                                                                                  | 0,30        |
| 4   | Nisip cuarțos argilos                                                                                        | 0,85        |
| 5   | Tuf vulcanic                                                                                                 | 0,25        |
| 6   | Argilă stratificată, carbonatică de culoare gri, cu multiple resturi de argile diatomice și materie vegetală | 0,90        |
| 7   | Marnă argiloasă stratificată                                                                                 | 1,70        |
| 8   | Argilă bentonitică                                                                                           | 1,50        |
| 9   | Tuf vulcanic de culoare verde                                                                                | 0,50        |
| 10  | Tufic aleurolitic                                                                                            | 0,30        |
| 11  | Marnă slab dolomitică                                                                                        | 0,80        |
| 12  | Tufit negru                                                                                                  | 0,70        |
| 13  | Pachet de calcare argiloase                                                                                  | 13,5        |
| 14  | Pachet de calcare friabile și nisipuri cuarțoase microgranulare                                              | 5,25        |
| 15  | Argile negre, bine stratificate, structurate în plăci                                                        | 0,30        |
| 16  | Calcar microcristalin argilos                                                                                | 2,50        |
| 17  | Calcar de culoare galben-brună                                                                               | 0,90        |
| 18  | Calcar argilos                                                                                               | 2,30        |
| 19  | Pachet de roci argilo-marno-nisipoase                                                                        | 2,40        |
| 20  | Pachet de nisipuri cuarțoase microgranulare                                                                  | 11,0        |
| 21  | Pachet de nisipuri, gresii și calcare nisipoase, pe alocuri cu stratificație încrucișată                     | 27          |
| 22  | Calcar cu foraminifere                                                                                       | 1,95        |
| 23  | Pachet de calcare: bioherme în formă de conuri                                                               | 1,50        |
| 24  | Calcar detritic cu foraminifere                                                                              | 0,50        |

În partea mediană a stratului 15 de argile au fost identificate o serie de cochilii de moluște și gasteropode de apă dulce și resturi vegetale. După conținutul de moluște, straturile 1 și 2 sunt atribuite badenianului, straturile 3-23 volhinianului, iar stratul 24 bessarabianului (sarmațianul mediu).

Afloriment
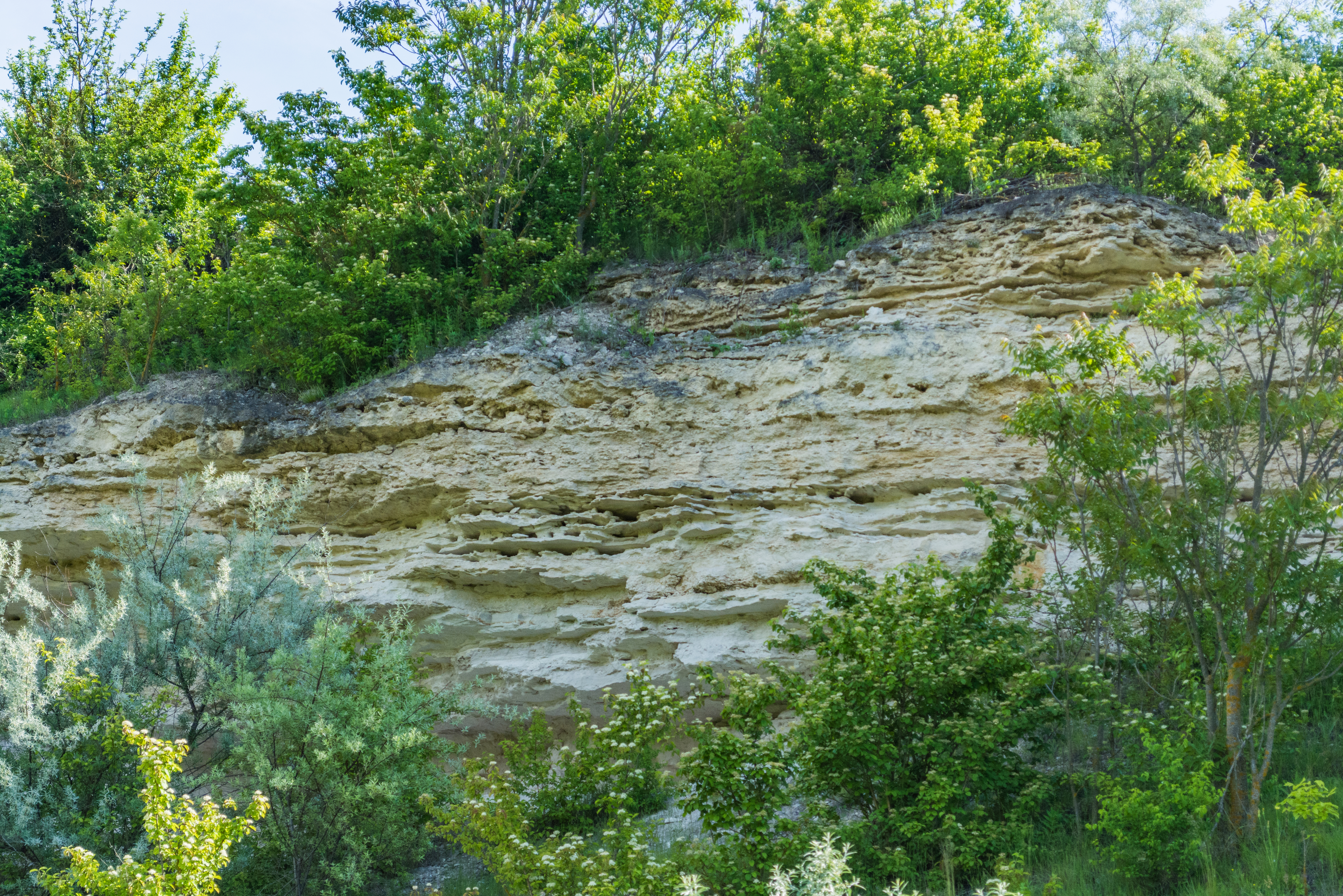
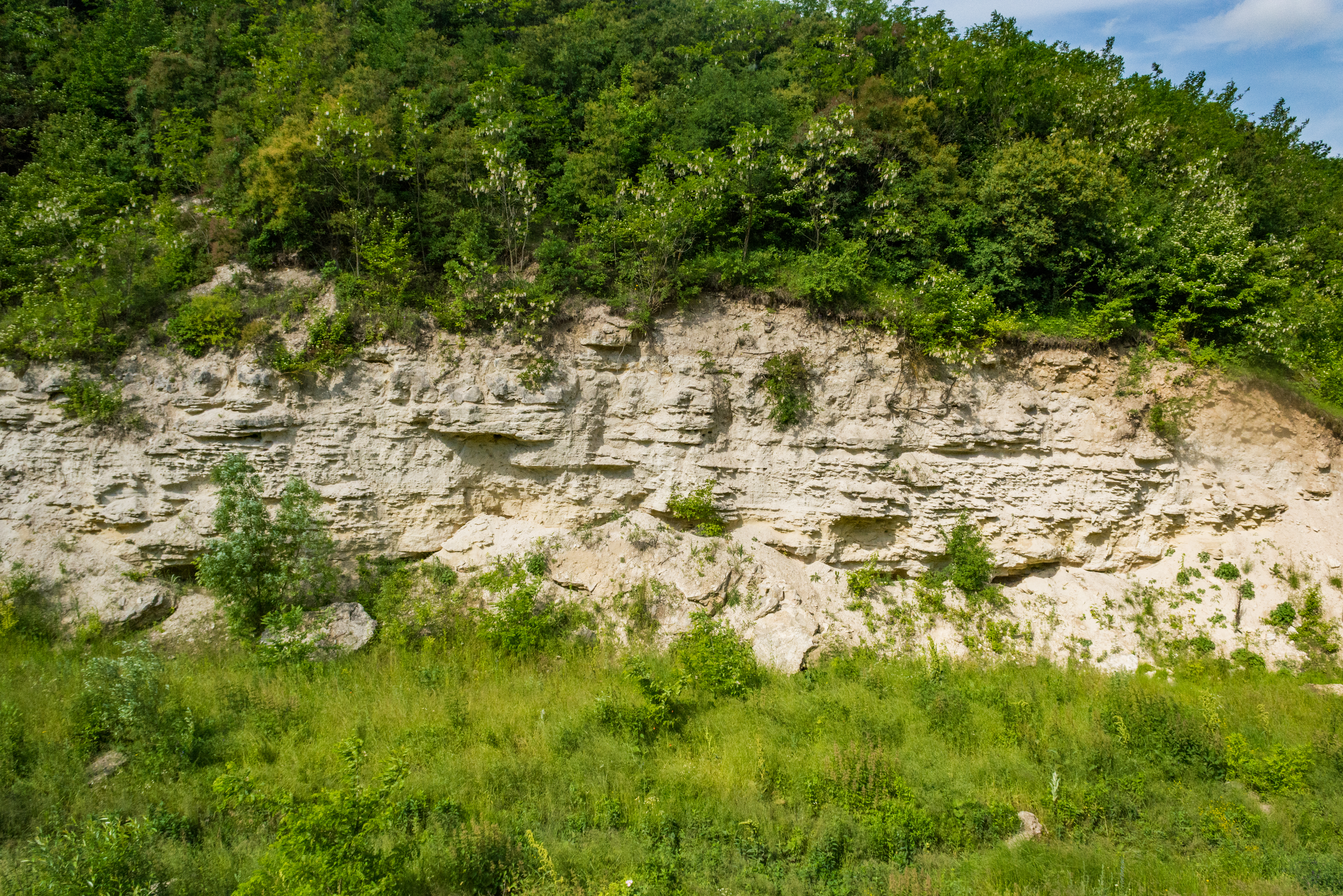
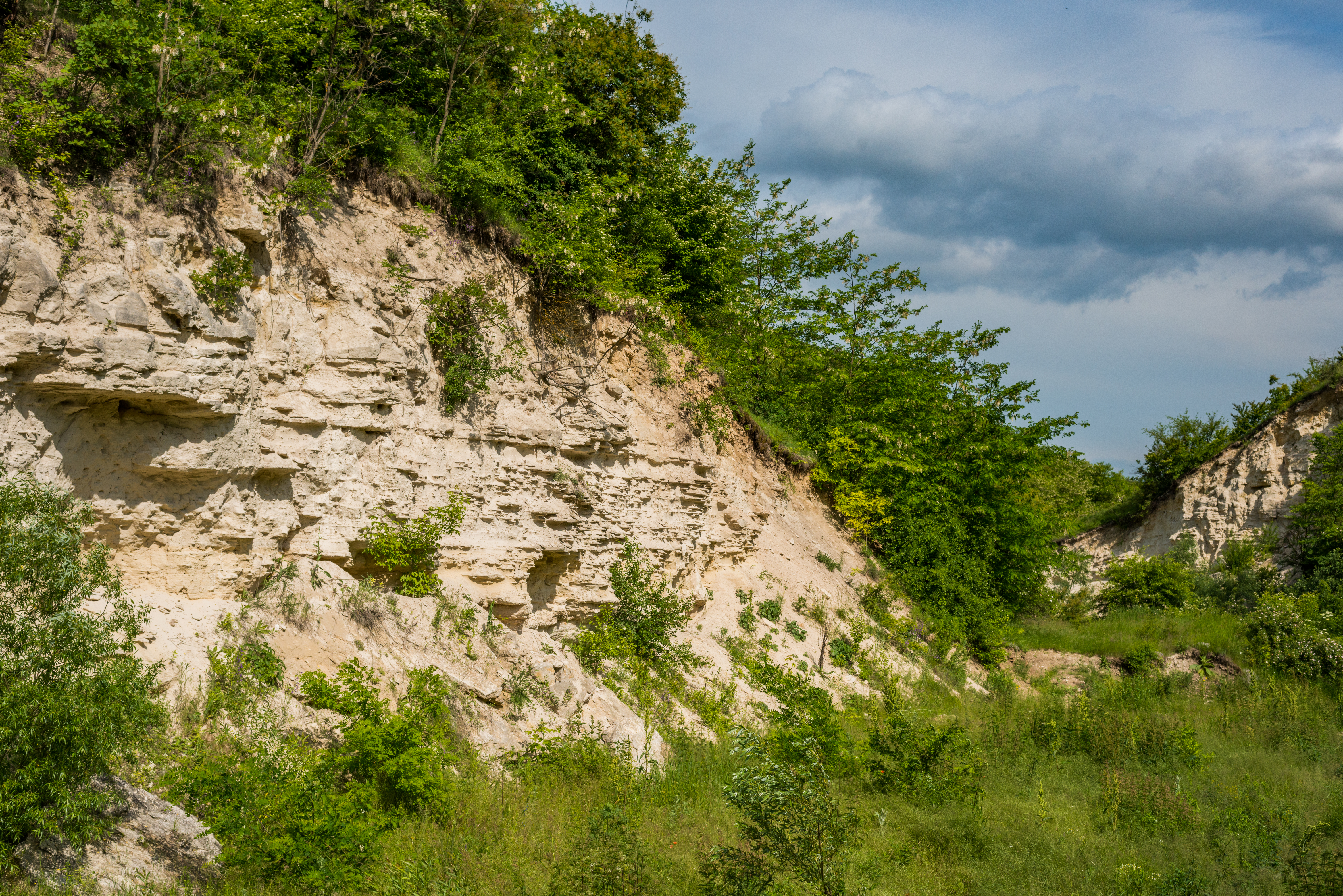
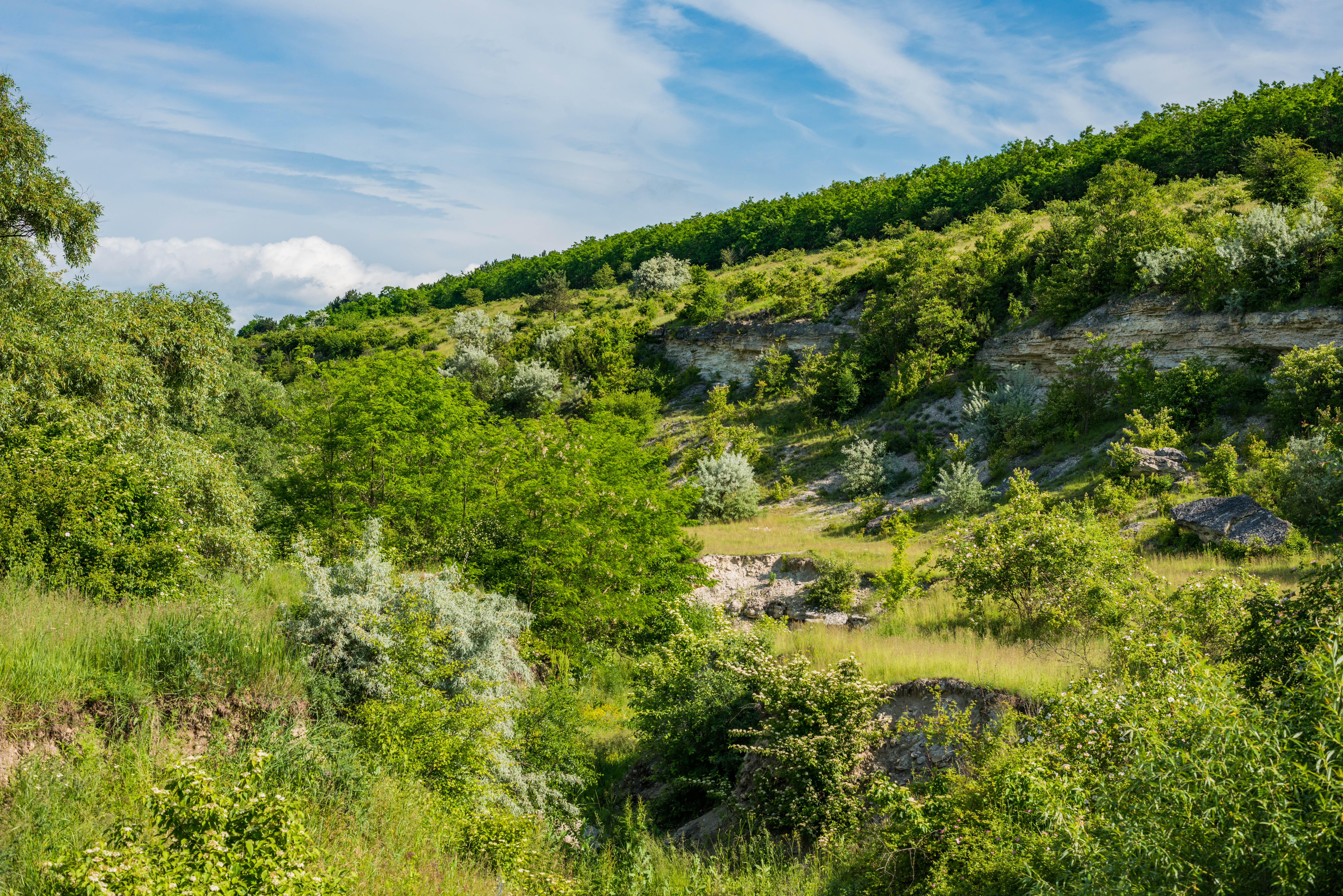
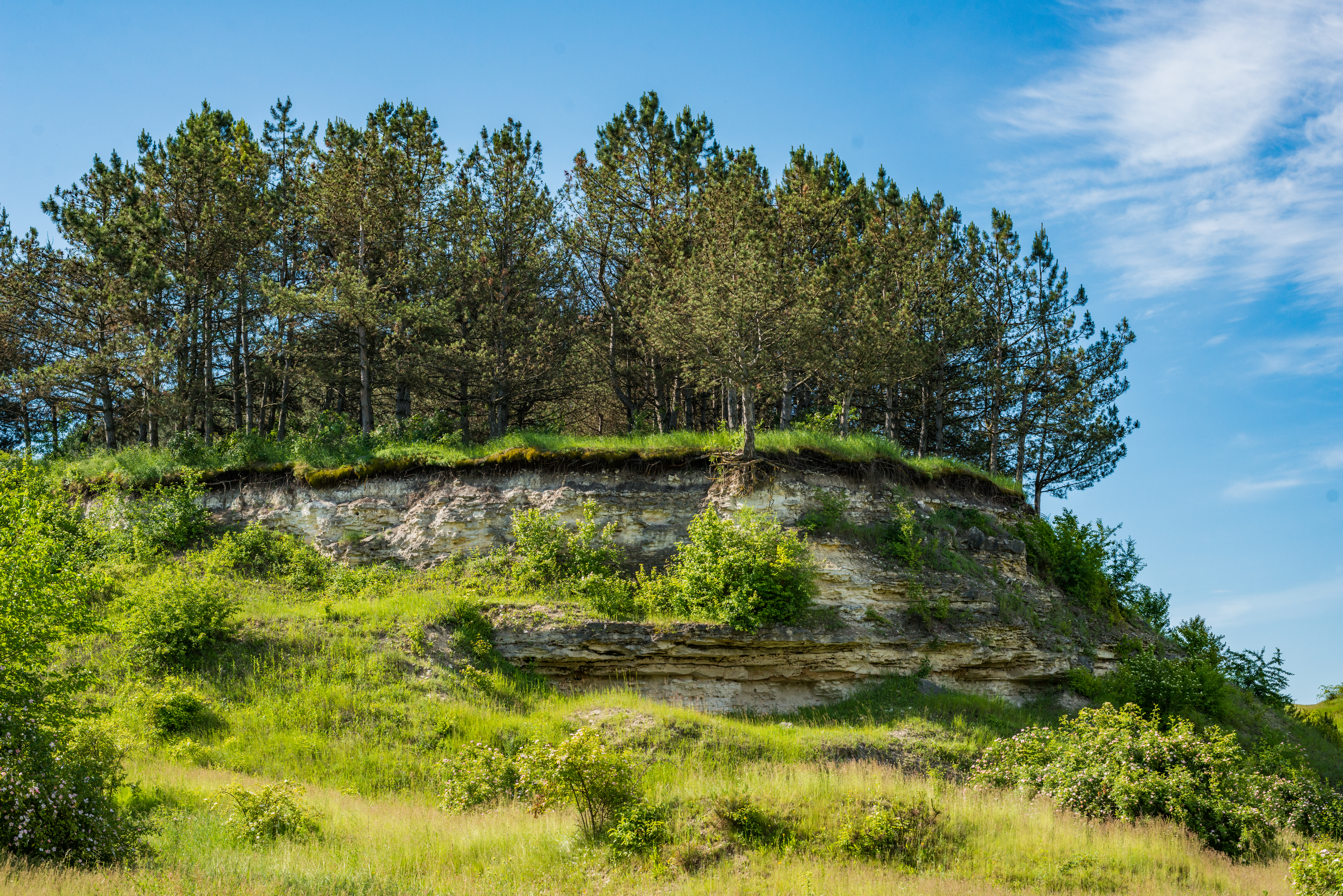

### Descoperiri paleontologice
În stratul 6, îndeosebi în partea sa inferioară, au fost descoperite o serie de moluște: Ervilia pusilla trigonula (Socolov.), Abra reflexa (Eichwaldi), Gostrana fragilis (Laskarev), Musculus naviculoides (Kolesnikov), Mactra eichwaldi (Laskarev) var. buglovensis (Laskarev), Cardium cf. ustjurtense (Andrusov), C. praeplicatum (Hilbert), C. pseudoplicatum (Friedberg), Monhresternia inflata (Andrusov), M. angulata (Eichwaldi), Hidrobia frauenfeldi (Hilbert), Gibbula cf. angulata (Eichwaldi), Trimisia cf. pseudoplicata (Jekelius.), Neritina (Teodoxus) aff. politioanei (Jekelius), Pseudoamicola immutata (Jekelius), Acteocina (Acteocina) lajoncaireana (Bast.), Potamides (Pirenella) mitralis (Eichwaldi), Dorsanum duplicatum (Sowerby).
Din stratul 15, atribuit volhinianului inferior, a fost colectată o gamă largă de resturi vegetale. În stratele 14-16 au fost determinate cochilii de: Potamides (Pirenella) mitralis (Eichwaldi), Cerithium rubiginosum (Eichwaldi), Mactra (Sarmatimactra) eichwaldi (Laskarev), Abra reflexa (Eichwaldi), Musculus naviculoides (Kolesnikov), Ervilia pusilla (Eichwaldi), Cardium ruthenicum (Hilbert), Cardium ustjurtense (Andrusov), Solen subfragilis (Hoernes), Hidrobia frauenfeldi (Hilbert), Monhresternia inflata (Andrusov), Monhresternia angulata (Eichwald) ș.a.

## Statut de protecție

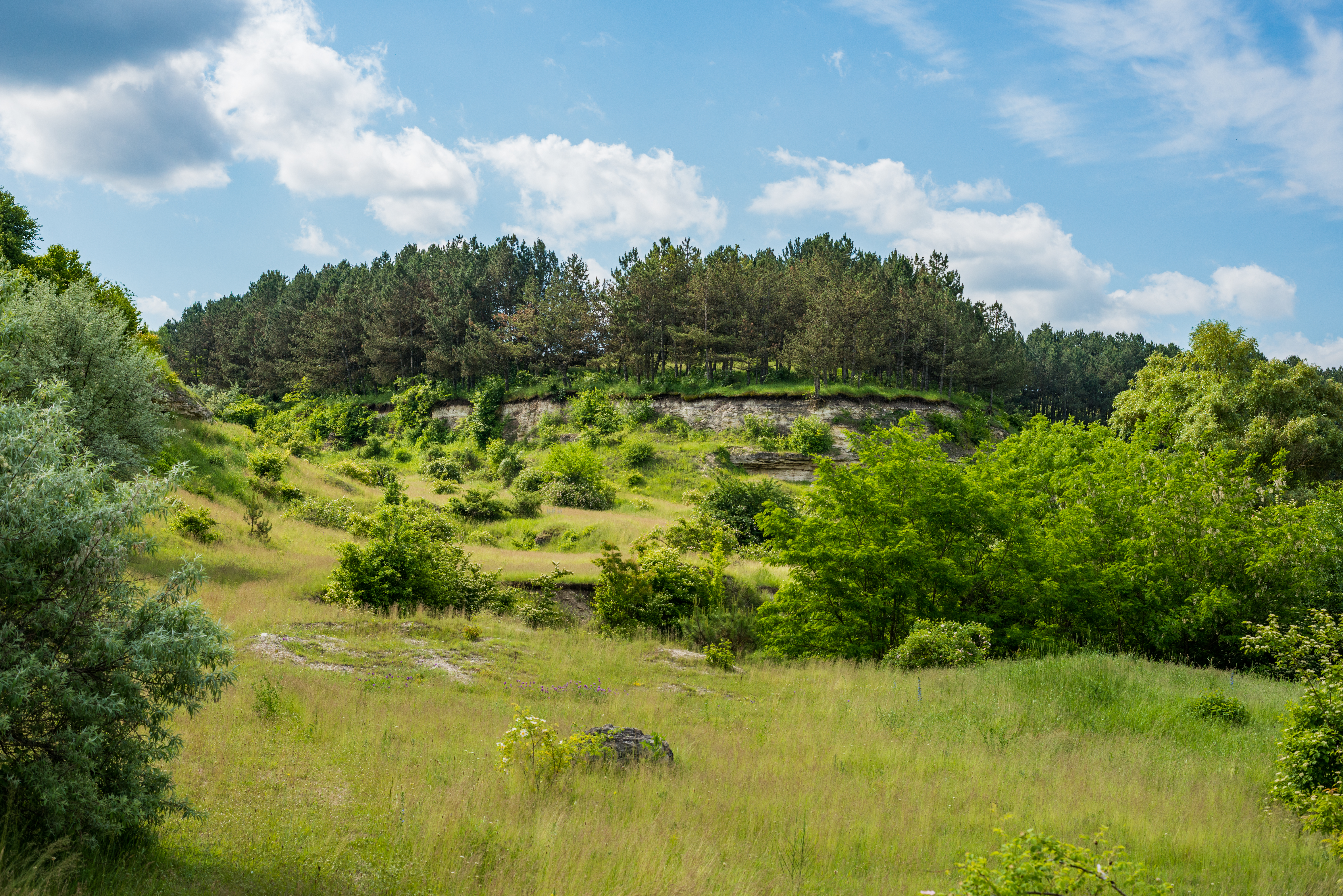
Vedere generală

Obiectivul a fost luat sub protecția statului prin Hotărîrea Sovietului de Miniștri al RSSM din 13 martie 1962 nr. 111, iar statutul de protecție a fost reconfirmat prin Hotărîrea Sovietului de Miniștri al RSSM din 8 ianuarie 1975 nr. 5 și Legea nr. 1538 din 25 februarie 1998 privind fondul ariilor naturale protejate de stat. Deținătorul funciar al monumentului natural era, la momentul publicării Legii din 1998, Întreprinderea Agricolă „Moldova”, dar între timp acesta a trecut la balanța Primăriei comunei Japca.
Obiectivul prezintă interes științific de însemnătate internațională pentru cartarea geologică și studiul stratigrafic al formațiunilor sedimentare ale Platformei Est-Europene, cât și pentru colectarea materialului paleontologic, paleobotanic și arheologic.
Conform situației din anul 2016, aria naturală nu are un panou informativ. Este recomandată intensificarea cercetărilor paleontologice și paleobotanice și includerea ariei protejate în traseele turistice regionale.